# Miss Lulu Bett
Miss Lulu Bett – powieść amerykańskiej pisarki Zony Gale, opublikowana w 1920. Oparta na niej sztuka otrzymała w 1921 Nagrodę Pulitzera w dziedzinie dramatu. Utwór obrazuje przemiany społeczne w kwestii pozycji kobiety, które zachodziły w Stanach Zjednoczonych w latach dwudziestych XX wieku.